# بتلر ليك (فلوريدا)
بتلر ليك، مقاطعة يونيون (بالإنجليزية: Lake Butler, Union County, Florida)‏ هي مدينة تقع بولاية فلوريدا في الولايات المتحدة. تبلغ مساحتها 4.8 (كم²)، وترتفع عن سطح البحر م، بلغ عدد سكانها 1927 نسمة في عام 2000 حسب إحصاء مكتب تعداد الولايات المتحدة وتصل الكثافة السكانية فيها 401.5 نسمة/كم2.

## أعلام
- كيفن الكسندر